# Psilomorpha nigra
Psilomorpha nigra là một loài bọ cánh cứng trong họ Cerambycidae.